# Respublikæ Hussar Irystony Paddzahadon Gimn
Respublikæ Hussar Irystony Paddzahadon Gimn (Ossetiska: Республикӕ Хуссар Ирыстоны Падuationахадон гимн), även känd som älskade Osset! (Ossetiska: Уарзон Ирыстон!), Är Sydossetiens nationalsång. Nationalsången introducerades den 5 maj 1995. Texterna skrevs av Totraz Kokaev och musiken komponerades av Felix Alborov.